# USS Whitehurst (DE-634)
USS Whitehurst (DE-634) là một tàu hộ tống khu trục lớp Buckley được Hải quân Hoa Kỳ chế tạo trong Chiến tranh Thế giới thứ hai. Tên nó được đặt theo Thiếu úy Hải quân Henry Purefoy Whitehurst, Jr. (1920-1942), người từng phục vụ trên tàu tuần dương hạng nặng Astoria (CA-34) và đã tử trận trong Trận chiến đảo Savo vào ngày 9 tháng 8, 1942. Nó đã phục vụ cho đến khi chiến tranh kết thúc, xuất biên chế năm 1946, nhưng lại được huy động trở lại vào năm 1950 để phục vụ trong các cuộc Chiến tranh Lạnh và Chiến tranh Triều Tiên. Cuối cùng con tàu ngừng hoạt động vào năm 1969 và bị đánh chìm như một mục tiêu năm 1971. Whitehurst được tặng thưởng sáu Ngôi sao Chiến trận do thành tích phục vụ trong Thế Chiến II, và thêm ba Ngôi sao Chiến trận khác khi hoạt động trong cuộc Chiến tranh Triều Tiên.

## Thiết kế và chế tạo
Những chiếc thuộc lớp tàu hộ tống khu trục Buckley có chiều dài chung 306 ft (93 m), mạn tàu rộng 37 ft 1 in (11,30 m) và độ sâu mớn nước khi đầy tải là 11 ft 3 in (3,43 m). Chúng có trọng lượng choán nước tiêu chuẩn 1.400 tấn Anh (1.400 t); và lên đến 1.740 tấn Anh (1.770 t) khi đầy tải. Hệ thống động lực bao gồm hai turbine hơi nước General Electric công suất 13.500 mã lực (10.100 kW), dẫn động hai máy phát điện công suất 9.200 kilôwatt (12.300 hp) để vận hành hai trục chân vịt;  công suất 12.000 hp (8.900 kW) cho phép đạt được tốc độ tối đa 23 kn (26 mph; 43 km/h), và có dự trữ hành trình 6.000 nmi (6.900 mi; 11.000 km) khi di chuyển ở vận tốc đường trường 12 kn (14 mph; 22 km/h).
Vũ khí trang bị bao gồm ba pháo 3 in (76 mm)/50 cal trên tháp pháo nòng đơn có thể đối hạm hoặc phòng không, một khẩu đội 1,1 inch/75 caliber bốn nòng và tám pháo phòng không Oerlikon 20 mm. Vũ khí chống ngầm bao gồm một dàn súng cối chống tàu ngầm Hedgehog Mk. 10 (có 24 nòng và mang theo 144 quả đạn); hai đường ray Mk. 9 và tám máy phóng K3 Mk. 6 để thả mìn sâu. Khác biệt đáng kể so với lớp Evarts dẫn trước là chúng có thêm ba ống phóng ngư lôi Mark 15 21 inch (533 mm). Thủy thủ đoàn đầy đủ bao gồm 186 sĩ quan và thủy thủ.
Whitehurst được đặt lườn tại xưởng tàu của hãng Bethlehem Steel Corporation tại San Francisco, California vào ngày 21 tháng 3, 1943. Nó được hạ thủy vào ngày 5 tháng 9, 1943; được đỡ đầu bởi bà Robie S. Whitehurst, mẹ Thiếu úy Whitehurst, và nhập biên chế vào ngày 19 tháng 11, 1943 dưới quyền chỉ huy của Hạm trưởng, Thiếu tá Hải quân James Robert Grey.

## Lịch sử hoạt động

### Thế Chiến II
Sau khi hoàn tất chuyến đi chạy thử máy huấn luyện, Whitehurst lên đường đi Hawaii, đi đến Trân Châu Cảng vào ngày 4 tháng 2, 1944, và tiếp tục hành trình vào ngày 7 tháng 2 để hướng sang khu vực quần đảo Solomon. Trong hành trình đi ngang qua Majuro và Funafuti, nó cùng tàu hộ tống khu trục James E. Craig (DE-201) và SC-502 hộ tống cho các chiếc SS George Ross, SS George Constantine và SS Robert Lucas, và đi đến Espiritu Santo thuộc quần đảo New Hebrides vào ngày 23 tháng 2.
Sau khi đi đến Nouméa, New Caledonia và quay trở lại Espiritu Santo vào ngày 22 tháng 3, Whitehurst tham gia cùng Osterhaus (DE-164) và Acree (DE-167) để hộ tống cho các tàu chở dầu Kankakee (AO-39), Escambia (AO-80) và Atascosa (AO-66). Whitehurst và Atascosa tách ra khỏi lực lượng vào ngày 26 tháng 3 để di chuyển độc lập đến một điểm hẹn cùng các đội đặc nhiệm khác hoạt động trong khu vực. Trong khi tiếp nhiên liệu cho tàu bè thuộc Hải đội Khu trục 47, một máy bay đối phương xuất hiện; tất cả các con tàu có mặt đã nổ súng nhưng không bắn trúng chiếc máy bay, vốn đã vọt lên cao và bay ra khỏi tầm nhìn. Sau khi hoàn tất việc tiếp nhiên liệu, Whitehurst hộ tống chiếc tàu chở dầu quay trở lại Espiritu Santo.
Sau khi hộ tống cho chiếc President Monroe (AP-104) đi đến vịnh Milne, New Guinea, Whitehurst ở lại khu vực này để hoạt động hộ tống vận tải tại chỗ cho đến ngày 17 tháng 5. Nó tham gia chiến dịch tấn công lên đảo Wakde, bảo vệ cho các tàu đổ bộ khi chúng cho đổ bộ binh lính dưới quyền tướng Douglas MacArthur. Sau đó nó cùng các tàu thuộc Đơn vị Đặc nhiệm 72.2.9 hộ tống lực lượng S-4 tấn công lên vịnh Humboldt, rồi gia nhập cùng các tàu khu trục Wilkes (DD-441), Nicholson (DD-442) và Swanson (DD-443) hộ tống lực lượng H-2 di chuyển về hướng Biak thuộc quần đảo Schouten để cho đổ bộ lực lượng lên đây.
Đi đến ngoài khơi Biak vào ngày 28 tháng 5, Whitehurst đảm trách vị trí tuần tra ngoài khơi lối ra vào phía Tây của eo biển ngăn cách giữa các đảo Owi và Biak. Nó nhận được yêu cầu hỗ trợ từ tàu đổ bộ LCI-34 vốn đang chịu đựng hỏa lực pháo bờ biển Nhật Bản, và khi đến nơi bản thân nó cũng bị đối phương nhắm bắn nhưng không bị bắn trúng. Các tàu khu trục Stockton (DD-646) và Swanson nhanh chóng đến thay phiên cho nó để hỗ trợ LCI-34, và Whitehurst bảo vệ cho LCT-260 đang vận chuyển thương binh rút lui khỏi bãi đổ bộ. Con tàu sau đó hộ tống cho lực lượng H-2 rút lui từ Biak về vịnh Humboldt.
Whitehurst tiếp tục nhiệm vụ hộ tống vận tải và huấn luyện trong suốt mùa Hè năm 1944. Đến tháng 10, con tàu được điều sang thành phần hộ tống chống tàu ngầm và phòng không cho Đơn vị Đặc nhiệm 77.7.1, một đội tàu chở dầu làm nhiệm vụ tiếp nhiên liệu cho các đơn vị thuộc Đệ Thất hạm đội đang tham gia Chiến dịch Philippines. Vào ngày 27 tháng 10, một tuần sau khi các đơn vị Đồng Minh đầu tiên đổ bộ lên Leyte, hai máy bay đối phương đã tấn công con tàu, nhưng bị hỏa lực phòng không đánh đuổi.
Hai ngày sau đó, 29 tháng 10, Whitehurst nhận được tin tức tàu hộ tống khu trục Eversole (DE-404) vào ngày hôm trước đã trúng ngư lôi phóng từ một tàu ngầm Nhật Bản. Được tách ra từ Đơn vị Đặc nhiệm 77.7.1, tàu chị em Bull (DE-693) cứu vớt những người sống sót từ con tàu lâm nạn trong khi Whitehurst tiến hành truy lùng đối thủ, và nhanh chóng dò được tín hiệu sonar lúc 05 giờ 45 phút. Nó tiến hành ba lượt tấn công bằng súng cối chống tàu ngầm Hedgehog nối tiếp nhau, nhưng không đem lại kết quả; nhưng trong lượt tấn công thứ tư lúc 06 giờ 48 phút, có năm đến bảy vụ nổ ngầm dưới nước liên tục nối tiếp nhau, và sau đó là một vụ nổ lớn dưới nước, đến mức làm hư hại vòm sonar của Whitehurst. Bull tiếp tục việc tìm kiếm bằng sonar nhưng không phát hiện được mục tiêu. Đến 07 giờ 20 phút, trinh sát viên trên cả hai con tàu phát hiện mảng dầu loang lớn cùng nhiều mảnh gỗ và mảnh vỡ khác. Tàu ngầm I-45 đã bị đánh chìm tại tọa độ 10°10′B 127°28′Đ / 10,167°B 127,467°Đ với tổn thất nhân mạng toàn bộ 104 thành viên thủy thủ đoàn tử trận. Bull tiếp tục việc cứu vớt những người sống sót từ Eversol trong khi Whitehurst quay trở lại cùng Đơn vị Đặc nhiệm 77.7.1. Sau đó nó cùng đơn vị này quay trở lại Kossol Roads thuộc quần đảo Palau.
Gần một tháng sau đó Whitehurst lại có dịp đụng độ với đối phương. Đang khi hộ tống một đoàn tàu 12 chiếc từ Leyte quay trở về New Guinea, nó bị hai máy bay ném bom tầm trung Kawasaki Ki-48 "Lily" tấn công. Một chiếc tiếp cận ở tầm thấp và phóng ra quả bom rơi cách xa con tàu; chiếc thứ hai trong khi lượn để thả bom đã bị hỏa lực phòng không của con tàu bắn rơi xuống biển. Sau khi đoàn tàu đi đến New Guinea vào ngày 25 tháng 11, nó trải qua phần còn lại của năm 1944 và những tháng đầu năm 1945 làm nhiệm vụ hộ tống cho tàu bè đi lại giữa New Guinea và Philippines.
Được huy động để tham gia vào cuộc đổ bộ lên Okinawa bắt đầu từ ngày 1 tháng 4, 1945, Whitehurst được điều động phục vụ cùng Lực lượng Đặc nhiệm 54, là đơn vị hỗ trợ hải pháo và bảo vệ cho lực lượng đổ bộ. Đang khi tuần tra ngoài khơi Kerama Retto vào ngày 6 tháng 4, hỏa lực phòng không của con tàu đã đánh đuổi một máy bay đối phương tìm cách tấn công tàu chở hàng SS Pierre. Ba ngày sau đó, nó được tách khỏi nhiệm vụ hộ tống bảo vệ tại Kerama Retto để tuần tra canh phòng ngoài khơi bờ biển Tây Nam của Okinawa.
Đi đến vị trí cột mốc canh phòng vào ngày 10 tháng 4, Whitehurst làm nhiệm vụ cảnh báo sớm các đợt không kích của đối phương. Lúc xế trưa ngày 12 tháng 4, một máy bay đối phương tiếp cận ở độ cao thấp đã bị hỏa lực phòng không của con tàu đánh đuổi. Đến 14 giờ 30 phút, bốn chiếc máy bay ném bom bổ nhào Aichi D3A "Val" xuất hiện từ phía Nam, và tách ra để phối hợp tấn công chiếc tàu hộ tống khu trục. Một chiếc "Val" lượn vòng chung quanh trước khi đâm xuống Whitehurst, trong khi hai chiếc khác cùng lúc tấn công từ bên mạn phải và từ phía đuôi tàu. Hai chiếc máy bay sau bị hỏa lực phòng không của con tàu bắn cháy và rơi xuống biển; nhưng chiếc thứ nhất, cho dù đã bị pháo 20 mm bắn trúng, tiếp tục tấn công và đâm trúng phần cấu trúc thượng tầng phía trước của con tàu bên mạn trái. Cú đâm trúng đã phá hủy phòng hoa tiêu, thủng các vách ngăn và gây ra các đám cháy bao phủ toàn bộ cầu tàu. Quả bom chiếc máy bay mang theo xuyên qua thân tàu và phát nố bên ngoài, khoảng 50 ft (15 m) phía mũi bên mạn phải.
Whitehurst bị mất kiểm soát và chạy theo một vòng tròn; chiếc Vigilance (AM-324) đang canh phòng ở khu vực lân cận đã mở hết tốc độ để đi đến cứu giúp. Khi chiếc tàu quét mìn đến nơi, thủy thủ đoàn của Whitehurst đã dập tắt được những đám cháy lớn nhất, nhưng chiếc tàu quét mìn đã giúp đỡ rất kịp thời những người bị thương, chuyển sang tàu của mình 23 người bị thương nặng. Dưới sự trợ giúp của hoa tiêu từ Vigilance, Whitehurst cố lết quay trở lại Kerama Retto để được sửa chữa tạm thời. 42 thành viên thủy thủ đoàn của Whitehurst đã tử trận trong trận chiến này.
Sau khi có thể đi biển được, Whitehurst khởi hành đi Trân Châu Cảng để được sửa chữa triệt để. Về đến Oahu vào ngày 10 tháng 5, nó vào ụ tàu để được sửa chữa, đồng thời cũng được cải biến thành một trạm phát điện nổi di động. Sau khi công việc trong xưởng tàu hoàn tất, nó rời Trân Châu Cảng vào ngày 25 tháng 7 để hướng sang Philippines. Không lâu sau khi nó đi đến Luzon, Nhật Bản đã chấp nhận đầu hàng vào ngày 15 tháng 8 giúp kết thúc cuộc xung đột. Con tàu tiếp tục ở lại Manila để cung cấp điện cho thành phố này từ tháng 8 đến tháng 10. Nó dự định rời Manila vào ngày 1 tháng 11 để đi Guam, nhưng một cơn bão ở khu vực lân cận đã trì hoãn chuyến đi mất hai ngày; cuối cùng nó đi đến Guam vào xế trưa ngày 7 tháng 11.
Hoạt động như một đơn vị của Đội hộ tống 40, Whitehurst cung cấp điện cho chiếc sà lan YM-25 cho đến năm 1946, rồi lên đường quay trở về Hoa Kỳ vào tháng 4, 1946. Con tàu được cho xuất biên chế vào ngày 27 tháng 11, 1946, và được đưa về Hạm đội Dự bị Đại Tây Dương vào tháng 1, 1947, neo đậu tại Green Cove Springs, Florida.

### Chiến tranh Triều Tiên & Lực lượng Chống tàu ngầm Dự bị
Sau khi cuộc Chiến tranh Triều Tiên bùng nổ vào tháng 6, 1950 làm gia tăng nhu cầu về tàu chiến, Whitehurst được cho nhập biên chế trở lại vào ngày 1 tháng 9, 1950 và nhanh chóng được phái sang Viễn Đông. Do thành tích phục vụ khi tham gia cuộc chiến này trong giai đoạn từ ngày 25 tháng 2 đến ngày 19 tháng 9, 1951, con tàu được tặng thưởng ba Ngôi sao Chiến trận.
Đang khi thực hành huấn luyện chống tàu ngầm tại vùng biển phía Nam Barbers Point, Oahu, Hawaii vào năm 1952, Whitehurst mắc tai nạn va chạm với tàu ngầm Bugara (SS-331), và bị hư hại vòm sonar. Cả hai con tàu đều bị hư hại và phải được sửa chữa tại Xưởng hải quân Trân Châu Cảng, nhưng không có thương vong. Sau khi được sửa chữa, chiếc tàu hộ tống khu trục được phái sang Viễn Đông và hoạt động tại khu vực này cho đến năm 1955, khi nó quay trở về Trân Châu Cảng ngang qua Midway. Nó tiếp tục hoạt động tại vùng biển giữa Hawaii và Guam cho đến năm 1956, phục vụ vào việc khảo sát các quần đảo và đảo san hô thuộc Lãnh thổ Ủy thác Quần đảo Thái Bình Dương. Nó cũng làm nhiệm vụ tìm kiếm và giải cứu tại các quần đảo Mariana và Caroline, định kỳ viếng thăm các đảo để chăm sóc sức khỏe cho thổ dân bản địa và ghi nhận sự biến động dân số.
Rời Guam vào ngày 22 tháng 2, 1956, Whitehurst hướng đến Yokosuka ngang qua các khu vực Mariana, Bonin và Volcano. Nó ở lại vùng biển Nhật Bản trong hai tuần trước khi quay trở lại Guam vào ngày 17 tháng 3, rồi làm nhiệm vụ tuần tra tại khu vực Trung tâm Caroline vào đầu tháng 4. Nó đã trợ giúp cho một thủy phi cơ bị hư hại tại đảo Lamotrek trong hai tuần trước khi quay trở lại Guam vào ngày 14 tháng 4, và tiếp tục đi đến Trân Châu Cảng.
Sau một giai đoạn hoạt động tại chỗ ở khu vực Hawaii, Whitehurst lên đường đi sang khu vực Tây Thái Bình Dương vào năm 1957, viếng thăm Guam, Đài Loan, Hong Kong và Sasebo trước khi đại diện cho Hải quân Hoa Kỳ tại buổi lễ tốt nghiệp của Học viện Hải quân Cộng hòa Hàn Quốc vào ngày 10 tháng 4. Con tàu quay trở lại Sasebo rồi chuyển đến Yokosuka trước khi quay trở về Hawaii ngang qua Midway. Sau khi về đến Trân Châu Cảng vào ngày 30 tháng 4, nó được bảo trì và sửa chữa trước khi tham gia vào việc quay bộ phim The Enemy Below của hãng phim 20th Century Fox trong sáu tuần lễ.
Whitehurst tiếp tục hoạt động tại vùng biển ngoài khơi Oahu cho đến cuối tháng 9, khi nó được lệnh đi đến Seattle, Washington để đảm nhiệm vai trò tàu huấn luyện cho Quân khu 13 Hải quân. Nó tiến hành huấn luyện cho những học viên sĩ quan dự bị trong những chuyến đi vào dịp cuối tuần hàng tháng, và cũng thực hiện một chuyến đi thực tập kéo dài đến Guaymas, Mexico vào tháng 11, 1957. Sau khi trải qua một đợt đại tu tại Seattle từ tháng 2 đến tháng 4, 1958, nó quay trở lại nhiệm vụ huấn luyện dự bị, đồng thời đảm nhiệm vai trò tàu dự bị thuộc Đội Chống tàu ngầm II từ tháng 7.

### Hạm đội Thái Bình Dương
Whitehurst được điều động sang thành phần dự bị từ ngày 6 tháng 12, 1958, nhưng tiếp tục phục vụ như một đơn vị thuộc Lực lượng Chống tàu ngầm Dự bị sang tận giữa thập niên 1960. Sau khi xảy ra các vụ Khủng hoảng Berlin và Khủng hoảng tên lửa Cuba vào năm 1961, con tàu được huy động trở lại phục vụ thường trực cùng Hạm đội Thái Bình Dương từ ngày 2 tháng 10 dưới quyền chỉ huy của hạm trưởng, Thiếu tá Hải quân Donald L. MacLane. Nó rời Seattle hai ngày sau đó để chuyển đến cảng nhà mới tại Trân Châu Cảng, và sau một giai đoạn thực hành huấn luyện tại khu vực Hawaii, nó lên đường vào ngày 10 tháng 2, 1962 để hướng sang khu vực Tây Thái Bình Dương.
Trong lượt bố trí này tại Viễn Đông, Whitehurst đã hoạt động cùng Đệ Thất hạm đội từ căn cứ vịnh Subic, Philippines cũng như thực hiện một chuyến viếng thăm thiện chí đến Sapporo, Nhật Bản. Nó cũng hoạt động tại biển Đông và trong vịnh Thái Lan. Quay trở về Hoa Kỳ ngang qua quần đảo Hawaii, nó cùng tàu hộ tống khu trục Charles E. Brannon (DE-446) về đến Seattle vào ngày 17 tháng 7, 1962. Con tàu sau đó quay trở lại thành phần Hải quân Dự bị vào ngày 1 tháng 8, 1962, đảm trách vai trò huấn luyện dự bị và tiếp nối các hoạt động từ cảng Seattle. Trong năm 1963, các bệ pháo 40-mm cùng các cuộn dây cáp điện, vốn dùng cho việc cung cấp điện lên bờ trong vai trò trạm phát điện nổi, được tháo dỡ.
Trong những năm sau đó, Whitehurst từng viếng thăm San Diego, California; Bellingham, Port Angeles và Everett, Washington; và Esquimalt, British Columbia. Vào ngày 17 tháng 1, 1965, đang khi hoạt động trong eo biển Juan de Fuca và di chuyển trong hoàn cảnh sương mù dày đặc tại các eo biển ngoài khơi Vancouver, nó mắc tai nạn va chạm với tàu chở hàng Na Uy SS Hoyanger; cả hai đều bị mắc cạn tại vùng nước nông. Chiếc tàu khu trục chịu đựng một lổ thủng 5 ft (1,5 m) bên trên mực nước phía đuôi tàu; trong khi Hoyanger bị boong mất một đoạn 3 ft (0,91 m) thép ốp phần mũi tàu. Cả hai con tàu phải nhờ đến sự trợ giúp của tàu kéo để thoát ra khỏi nơi mắc cạn vào ngày hôm sau.

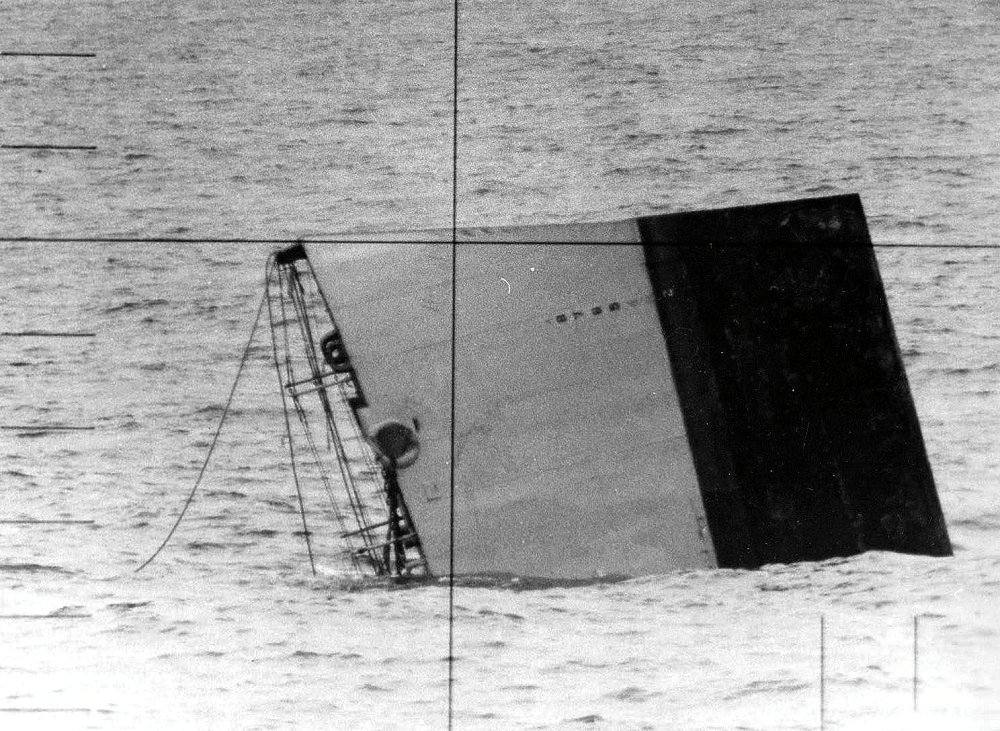
Whitehurst đang bị đánh chìm như một mục tiêu, ngày 28 tháng 4 năm 1971. Ảnh chụp qua kính tiềm vọng của tàu ngầm.

Whitehurst tiếp tục hoạt động huấn luyện dự bị từ Seattle, trong phạm vi cho đến San Diego và San Francisco, cho đến năm 1969. Con tàu từng có vinh dự đón tiếp phi hành gia, Trung tá Hải quân Richard F. Gordon, Jr., vào tháng 11, 1966; nó đưa Trung tá Gordon cùng gia đình đi từ Seattle đến thị trấn nhà Bremerton, Washington vào ngày 18 tháng 11, trước khi quay trở lại cảng nhà. Không lâu sau đó, chiếc tàu khu trục được cho chuyển cảng nhà từ Seattle đến Portland, Oregon, nơi nó sẽ thay thế cho chiếc tàu hộ tống khu trục McGinty (DE-365) trong vai trò tàu huấn luyện dự bị. McGinty được cho ngừng hoạt động như một biện pháp cắt giảm chi phí, nhằm để dành ngân sách cần thiết cho cuộc Chiến tranh Việt Nam đang diễn ra ở cường độ cao.

### Bị đánh chìm như mục tiêu
Whitehurst tiếp tục chịu đựng cùng một số phận, khi được cho ngừng hoạt động đồng thời rút tên khỏi danh sách Đăng bạ Hải quân vào ngày 12 tháng 7, 1969. Sau khi tháo dỡ hết vũ khí cùng mọi linh kiện hữu ích, con tàu được kéo ra khơi, và bị đánh chìm như một mục tiêu bởi tàu ngầm Trigger (SS-564) vào ngày 28 tháng 4, 1971.

## Phần thưởng
Whitehurst được tặng thưởng sáu Ngôi sao Chiến trận do thành tích phục vụ trong Thế Chiến II, và thêm ba Ngôi sao Chiến trận khác khi hoạt động trong cuộc Chiến tranh Triều Tiên.
|             |                                         |  |
|             | Silver star · Bronze star               |  |
| Bronze star | Bronze star · Bronze star · Bronze star |  |
|             |                                         |  |

| Dãi băng Hoạt động Tác chiến (truy tặng)                        |                                                                         |                                                       |
| Huân chương Chiến dịch Hoa Kỳ                                   | Huân chương Chiến dịch Châu Á-Thái Bình Dương với 6 Ngôi sao Chiến trận | Huân chương Chiến thắng Thế Chiến II                  |
| Huân chương Phục vụ Phòng vệ Quốc gia với 1 Ngôi sao Chiến trận | Huân chương Phục vụ Triều Tiên với 3 Ngôi sao Chiến trận                | Huân chương Viễn chinh Lực lượng Vũ trang             |
| Huân chương Giải phóng Philippine (Philippine)                  | Huân chương Liên Hợp Quốc Phục vụ Triều Tiên                            | Huân chương Phục vụ Chiến tranh Triều Tiên (Hàn Quốc) |